# Amphisbaena maranhensis
Amphisbaena maranhensis là một loài thằn lằn trong họ Amphisbaenidae. Loài này được Gomes & Maciel mô tả khoa học đầu tiên năm 2012.